# Galeruca nebrodensis
Galeruca nebrodensis is een keversoort uit de familie bladkevers (Chrysomelidae). De wetenschappelijke naam van de soort werd in 1887 gepubliceerd door Ragusa.